# 큰빗이끼벌레
큰빗이끼벌레(Pectinatella magnifica)는 피후강 빗이끼벌레과에 속하는 태형동물의 일종이다. 동종의 여러 개체가 군집을 이루어 서식하는 형태로, 직경이 2m에 이르기도 한다. 1~3급수의 비교적 깨끗한 호수의 유출구나 유속이 느린 강에서 서식한다.
북아메리카에서 한랭기후가 나타나지 않는 전 지역에 분포하며, 유럽에서도 발견된다. 한반도와 일본 열도에서도 발견되었다.대개 사물에 부착해서 살지만 물에 떠다니면서 사는 것도 있다. 별 모양의 무늬가 숱하게 나 있는 반투명한 몸을 형성한다. 그 몸의 밀도는 젤라틴과 유사하며, 쉽게 부서져 새로운 덩어리를 이룬다.

## 형태

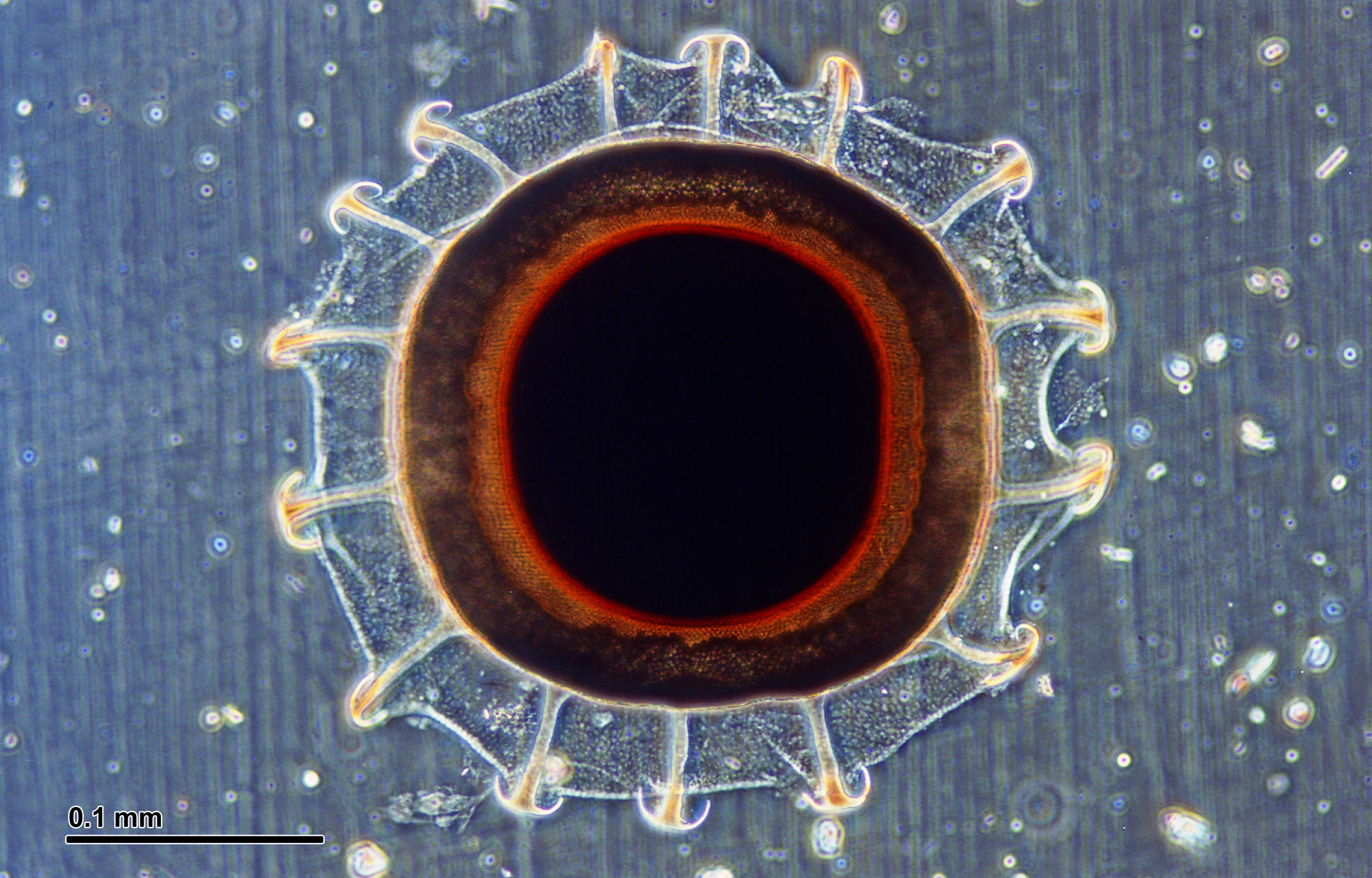
큰빗이끼벌레의 휴아

큰빗이끼벌레는 군체를 형성하여 육안으로 볼 수 있는 크기가 되는 생물이나, 이를 구성하는 개체는 매우 작다. 때로는 작은 형태로 흩어지는 휴아(休芽)를 만들어 군체로부터 방출하기도 하는데, 이것이 악조건을 견디고 분포를 넓히는 역할을 한다. 군체의 표면에는 독특한 다각형 모양이 보인다.

### 군체
군체 속의 개충(個蟲)은 체강을 공유하면서 세포 외의 한천질을 분비하여 거기에 파묻힌다. 개충은 한천질을 분비하면서 수초나 바위에 부착하여 증식하기 위해 군체의 형태를 한다고 여겨지고 있다. 군체는 공 모양 내지 두꺼운 원반 모양을 하고 있고, 내부는 한천질로 차 있으며, 표면에는 개충들이 늘어서 있다. 군체 덩어리는 발달하면서 증식하여 커지며, 2.8m 길이의 것도 보고된 바 있다. 큰 군체 덩어리가 되면 부착물에서 떨어져 잠시 가라앉지만, 한천질 가운데서 가스가 모여 물 위를 떠다닌다. 군체는 여름부터 늦가을까지 1달에 두 배로 늘어날 정도의 속도로 성장하나, 동계에는 저온으로 표면의 개충이 사멸하여, 한천질의 덩어리가 되어 버린다. 큰빗이끼벌레는 휴아의 상태로 겨울을 난다.

### 개체
개충의 길이는 1.5mm 정도로, 육안으로는 한천(개충과 구별하여 충실이라고 한다.) 덩어리 표면의 검은 점으로 보인다. 개충은 군체의 바깥쪽을 향하여 말굽형 촉수관을 가지며, 그 중앙에 입이 있다. 소화관은 U자형을 띠며, 항문은 촉수관의 바깥쪽으로 열린다.

## 논란
2014년 6월 4대강 작업이 있었던 낙동강, 금강, 영산강 등 일대에서 발견되어 논란이 일었다. 일각에서는 큰빗이끼벌레를 수질 오염의 증표로 보며 오염되고 있다고 주장하고 있다. 한편, 한국수자원공사는 발표를 통해 4대강 일대 큰빗이끼벌레의 창궐의 시작이 공사 이후가 아닌 1990년대부터라고 주장했다.
2013년 11월 1일 국회에서 열린 환경부에 대한 국회 환경노동위원회의 국정감사에서 민주당 한명숙 의원은 "정체 수역이 된 4대강에서 큰빗이끼벌레가 확산해 수생생태계 변화가 우려된다"고 지적했다.
2008년 1월 29일 강원대학교 환경연구소 최재석 교수팀은 강원 춘천시의 연구용역을 받아 작성한 `민물 태형동물 번성으로 인한 어류 피해조사 및 제어방안' 중간 보고회에서 "태형동물은 고착해서 생육하기 때문에 흐르는 물에서는 발견되지 않는다"며 물의 흐름을 정체시키는 댐이 무척추 동물인 태형동물의 활발한 증식을 불러왔다는 분석을 내놨다.
1995년 12월 26일 '수질오염에 의한 괴생물체 논란'에 대해 한겨레 신문에서 취재한 내용에 따르면 "큰이끼벌레가 1~3급수 수역에 두루 분포하고 있으며 수질오염이 심한 곳에서는 죽어버리는 것으로 나타나, 수질오염으로 인해 새로 출현한 생물은 아닌 것으로 밝혀졌다."며 큰이끼벌레가 수질오염의 척도가 아니라며 선을 그었다.
이보다는 물의 흐름이 정체된 곳인지, 먹이가 되는 녹조 등이 번성할 수 있도록 부영양화가 있는 곳인지를 나타내는 척도라고 볼 수 있다. 한국에서 처음으로 큰빗이끼벌레를 발견해 학계에 보고한 서지은 교수는 큰빗이끼벌레가 "너무 깨끗한 곳과 오염된 곳에서는 살지 않는다"며, 서식에 중요한 것은 유속과 먹이, 수온이라고 이야기한다. 이덕환 교수는 큰빗이끼벌레가 "유기물이 전혀 없는 정말 깨끗한 물보다는 부영양화가 어느 정도 진행된 물에서 주로 서식한다"며, "수온이 높아지고, 가뭄으로 수량이 줄어들면 녹조가 번성하고, 이끼벌레가 서식할 수 있는 가능성이 높아진다"고 이야기한다.